# Platypalpus bellatulus
Platypalpus bellatulus är en tvåvingeart som beskrevs av Yang 1989. Platypalpus bellatulus ingår i släktet Platypalpus och familjen puckeldansflugor. Inga underarter finns listade i Catalogue of Life.